# Beatrice de Bourbon

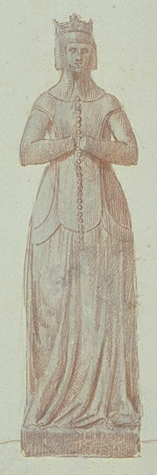
Statue der Beatrice de Bourbon in der Basilika St. Denis

Beatrice de Bourbon (tschechisch Beatrice Bourbonská, * vor 1320; † 23. Dezember 1383) war die zweite Frau des böhmischen Königs Johann von Luxemburg (tschechisch Jan Lucemburský).
Sie wurde kurz vor 1320 als Tochter des französischen Herzogs Louis I. de Bourbon und seiner Frau Marie de Hainaut geboren. Ihr Vater, Herrscher über das Herzogtum Bourbon und die Grafschaften Clermont und Marche, gehörte zu den reichsten französischen Adeligen, was ihm und seiner Familie den Aufenthalt auf dem Pariser Hof ermöglichte. Hier begegnete der seit vier Jahren verwitwete Johann im Herbst 1334 der jungen Prinzessin. Auch wenn zwischen den Verlobten ein Unterschied von 25 Jahren bestand, wurden sie beide nach Zustimmung des Herzogs und des französischen Königs im Dezember auf Schloss Vincennes vermählt. Einen Monat später genehmigte auch der Papst Benedikt XII. diese Vermählung. Sein Dispens war aufgrund einer nahen Verwandtschaft seitens der Brautmutter nötig.
In das Königreich Böhmen kam Beatrice erst nach einem Jahr, im Januar 1336. Bis dorthin lebte sie auf den Höfen des Ehemanns in Luxemburg und Hennegau. Nach der Ankunft in Prag betreute sie die Schwiegertochter Blanca, die etwa gleich alt war. Für Beatrice, die nur französisch sprach, wurde Blanca Begleiterin während des gesamten Aufenthalts in Böhmen. Allerdings verstand sie recht bald, dass sie in Böhmen nicht die erwartete Nachfolgerin war. Diese Funktion wurde allgemein der Frau des Thronnachfolgers Karl IV. zugesprochen. Sie versuchte daher nie, das Land zu lieben oder deren Sprache zu lernen. Im Februar 1337 gebar sie in Prag einen Sohn, der auf den Namen des böhmischen Patronen Wenzel (Václav) getauft wurde. Aber auch diese Geste wurde vom Adel nicht angenommen. Daher beschloss Beatrice nach ihrer Krönung am 18. Mai 1337, das Land zu verlassen. Anfang Juni 1337 ging sie nach Luxemburg. Dort widmete sie sich der Erziehung des Sohnes und ihrer Tochter Bona und kehrte niemals nach Böhmen zurück. Sie starb mit fünfundsechzig Jahren und überlebte nicht nur alle ihre Stiefkinder, darunter den Markgrafen Jan Jindřich und den Kaiser Karl IV., sondern auch ihren eigenen Sohn Wenzel, der zwei Wochen zuvor gestorben war.